# AH-IV
O AH-IV foi um veículo blindado de combate de exportação projetado pela Tchecoslováquia, classificado como tanquete ou tanque leve, usado pela Romênia durante a Segunda Guerra Mundial, mas também tendo sido adquirido pela Suécia e Irã neutros. Versões modificadas do AH-IV foram construídas sob licença pela Romênia (R-1) e Suécia (Strv m/37). Os veículos romenos entraram em ação na Frente Oriental, da Operação Barbarossa à Ofensiva de Viena. Vinte veículos foram vendidos após a guerra para a Etiópia, que os usou até a década de 1980.

## Descrição
A Českomoravská Kolben-Daněk (ČKD) estava determinada a não repetir os problemas de seu anterior tanquete Tančík vz. 33 e deu ao artilheiro uma torre para melhor observação e campos de tiro em todos os lados para seu novo tanquete AH-IV. Ele era montado a partir de uma estrutura de vigas de aço "ferro angular", às quais placas de blindagem entre 12 e 6 mm de espessura eram aparafusadas. O piloto sentava-se no lado direito usando uma janela de observação protegida por vidro à prova de balas e uma veneziana blindada. À sua direita havia uma pequena fenda de visão. Também à sua direita, em todos os modelos, exceto o sueco Strv m/37, havia uma metralhadora leve Zbrojovka Brno ZB vz. 26 ou ZB vz. 30 que geralmente era travada no lugar e disparada usando um cabo Bowden. O artilheiro sentava-se à esquerda e operava uma pequena torre equipada com uma metralhadora ZB vz. 35 ou ZB vz. 37 em um suporte de esfera. A maior parte do cano da metralhadora projetava-se do suporte e era protegida por uma calha blindada. Ele tinha uma grande janela de visão à direita do suporte da metralhadora na torre e uma pequena fenda de visão no lado esquerdo da superestrutura. 3700 cartuchos eram carregados para as duas metralhadoras. Nenhum rádio foi instalado.
O motor Praga de seis cilindros, refrigerado a água e 3,468 L produzia 55 cv a 2.500 rpm. Ele ficava na parte traseira do compartimento de combate e acionava a transmissão por meio de um eixo de transmissão que corria para a frente entre o piloto e o comandante até a caixa de câmbio. O resfriamento foi projetado para puxar o ar pelas escotilhas do comandante e do piloto. Isso tinha a vantagem de dispersar rapidamente os gases de combustão da arma ao disparar, mas várias desvantagens. A tiragem constante gerada pelo motor afetava muito a tripulação durante o tempo frio, um incêndio no motor forçaria a tripulação a evacuar e o ruído e o calor do motor aumentavam a fadiga da tripulação. Ele tinha uma velocidade máxima na estrada de 45 km/h e um alcance entre 150 e 170 km. A transmissão semiautomática Praga-Wilson tinha cinco marchas à frente e uma marcha à ré para acionar a roda dentada de transmissão montada na frente. A suspensão era uma versão menor daquela usada no Panzer 38(t) - um projeto tcheco construído após a ocupação alemã. Consistia em quatro grandes rodas de estrada por lado, cada par montado em um suporte de roda e suspenso por molas de lâmina. Havia dois suportes de roda por lado. A roda intermediária ficava na parte traseira e um rolo de retorno era instalado. Tinha uma pressão no solo de apenas 0,5 kg/cm2. Podia cruzar uma vala de 1,5 m de largura, escalar um obstáculo de 0,5 a 0,6 m de altura e vadear um riacho de 0,8 m de profundidade.

## Variantes

### Irã: RH (AH-IV-P)
O Irã foi o primeiro cliente do AH-IV e encomendou cinquenta mais um protótipo em 1935 para entrega no ano seguinte. As entregas começaram em agosto de 1936 com o último lote chegando ao Irã em maio de 1937, embora o armamento tenha sido enviado separadamente e não tenha sido instalado até novembro de 1937. Os iranianos estavam muito satisfeitos com seus veículos e planejaram encomendar entre 100 e 300 AH-IV adicionais, mas a eclosão da Segunda Guerra Mundial impediu qualquer acompanhamento. Seus tanquetes eram os menores da série com apenas 3,5 toneladas (3,4 toneladas longas; 3,9 toneladas curtas) e diferiam apenas ligeiramente em tamanho dos tanquetes romenos R-1 que o seguiram nas linhas de produção. Ele só conseguia escalar um obstáculo de 0,5 metros de altura, tinha um alcance de 150 quilômetros e uma pressão no solo de apenas 0,45 kg/cm2. Ele usava as metralhadoras ZB vz. 26 e ZB vz. 35.

### Romênia: R-1 (AH-IV-R)

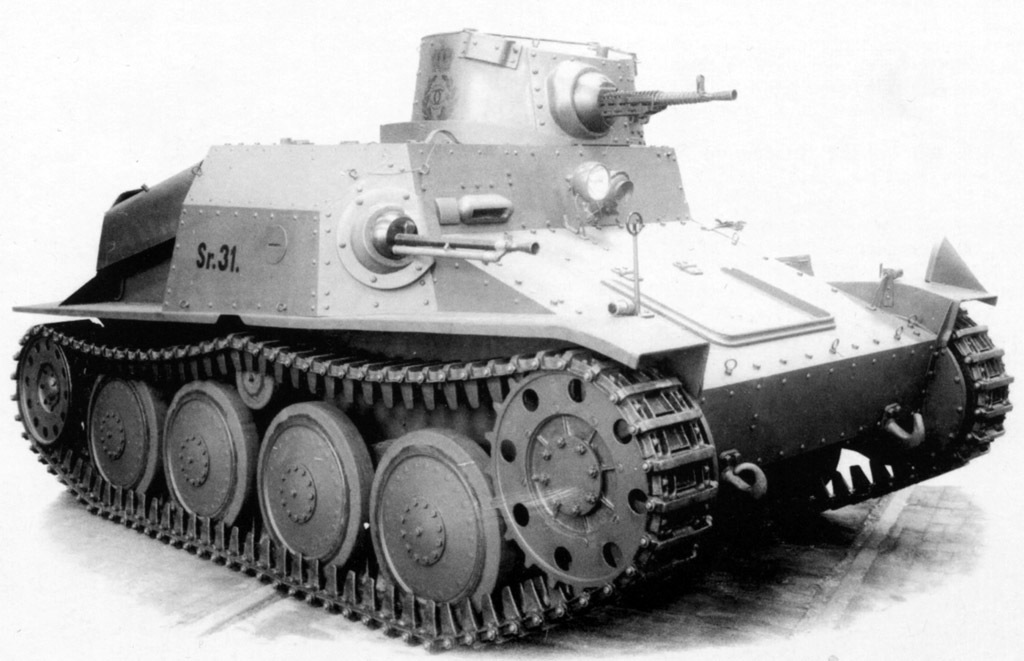
R-1 romeno

Os romenos assinaram um contrato para 36 AH-IV-R, como foram designados pela ČKD, em 14 de agosto de 1936, incluindo um protótipo a ser entregue em dois meses e o pedido inteiro em sete meses. Esses prazos não puderam ser cumpridos, pois os romenos exigiram muitas mudanças, que tiveram que ser feitas na linha de produção porque a ČKD havia iniciado a produção de todo o pedido antes que o protótipo fosse aceito. Os primeiros dez tanquetes da linha de produção foram enviados para a Romênia em outubro de 1937 para participar das manobras de outono, quando causaram uma impressão favorável antes de serem devolvidos à fábrica. A produção foi concluída no mês seguinte, mas os romenos se recusaram a aceitá-los, pois não estavam em conformidade com as especificações. As modificações necessárias levaram até abril de 1938 para serem realizadas, mas outra avaliação foi necessária sob condições de verão e elas não foram formalmente aceitas até agosto de 1938. Nicolae Malaxa comprou uma licença para produzir o R-1, como o AH-IV-R era conhecido no serviço romeno, em setembro de 1938, mas irregularidades e disputas sobre pagamento atrasaram a transferência dos desenhos de produção até outubro de 1939. Sua fábrica construiu um protótipo, principalmente com peças de reposição do R-1, mas nunca começou a produção.

### Suécia: Strv m/37 (AH-IV-Sv)

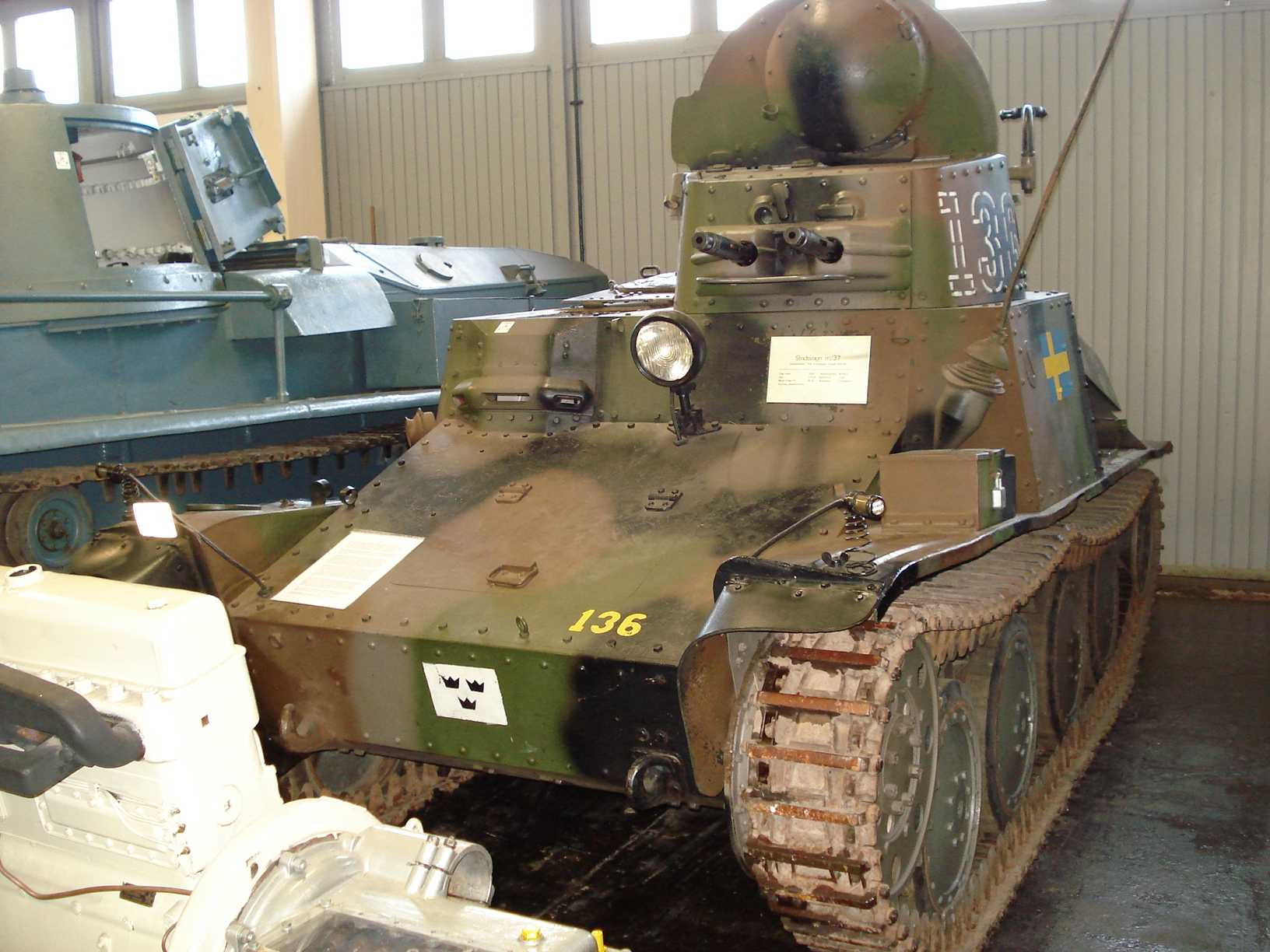
Stridsvagn m/37 em exibição no Museu do Exército Sueco em Estocolmo, Suécia.

A Suécia encomendou quarenta e oito tanquetes em 1937 como Stridsvagn m/37 (Strv m/37) após uma demonstração bem-sucedida durante as condições de inverno nas Montanhas Krkonoše. Eles foram montados em Oskarshamn com um motor a gasolina Volvo FC-CKD de seis cilindros, 85 cavalos de potência, refrigerado a água, de 4,39 litros e blindagem, de até 15 milímetros de espessura, da Avesta, embora a ČKD tenha fornecido a maioria dos outros componentes após construir um protótipo. O veículo foi fortemente modificado com a metralhadora do piloto excluída e provou ser a versão mais pesada e maior do AH-IV com 4,68 toneladas (4,61 toneladas longas; 5,16 toneladas curtas) e um comprimento de 3,4 metros, uma largura de 1,85 metros e 1,96 metros de altura. Sua torre montava duas metralhadoras suecas Ksp m/36 strv 8 mm e tinha uma pequena cúpula de observação no topo. Ela carregava um rádio e 3.960 cartuchos para suas metralhadoras. Tinha uma velocidade máxima de 60 quilômetros por hora e um alcance de 200 quilômetros. Podia atravessar um riacho de até 0,9 metros de profundidade. Os últimos componentes foram enviados em novembro de 1938.

### Etiópia: AH-IV-Hb
A Etiópia encomendou vinte tanquetes AH-IV-Hb em 24 de junho de 1948. Em forma, eles voltaram para a metralhadora do piloto e metralhadora única na torre, mas eram de construção soldada em vez de rebitada. Eles usavam um motor a diesel Tatra 114 de 4,94 litros, refrigerado a ar, que produzia 65 cavalos de potência a 2200 rpm. Isso deu ao AH-IV-Hb uma velocidade máxima de 42 quilômetros por hora e um alcance de 200 quilômetros. Ele pesava 3,93 toneladas (3,87 toneladas longas; 4,33 toneladas curtas) e tinha um comprimento de 3,2 metros, uma largura de 1,82 metros e 1,73 metros de altura. Ele tinha uma pressão no solo de apenas 0,48 kg/cm2, podia vadear um riacho de até 1 metro de profundidade, mas só conseguia superar um obstáculo de 0,5 metro de altura. Ele usava as metralhadoras ZB vz. 26 e vz. 37, para as quais carregava 2.800 cartuchos.

## Histórico operacional

### Irã
Os AH-IV foram divididos entre a 1ª e a 2ª Divisões de Infantaria em serviço. Nada mais se sabe sobre seu serviço. Retirado em 1948-1949.

### Romênia
Os R-1 foram designados para as brigadas de cavalaria, dois pelotões de dois ou três tanquetes cada. Todos os dezoito pertencentes ao Corpo de Cavalaria foram agrupados no ad hoc "Destacamento Mecanizado Korne" durante os estágios iniciais da Operação Barbarossa, mas todos estavam fora de serviço em 1º de outubro. Vinte e nove dos trinta e cinco originais foram alocados para as seis divisões de cavalaria (redesignadas de brigadas em 25 de março de 1942) que participaram com sucesso da ofensiva de verão alemã de 1942, codinome Caso Azul. Os quatro R-1 pertencentes ao 1º Esquadrão Mecanizado da 1ª Divisão de Cavalaria tiveram que ser incendiados, pois não havia combustível disponível para eles quando a divisão foi cercada fora de Stalingrado em novembro de 1942 como parte da contra-ofensiva soviética da Operação Urano. As 5ª e 8ª Divisões de Cavalaria perderam pelo menos cinco R-1 durante o mesmo período tentando solidificar as defesas do Eixo em ruínas após os avanços soviéticos. Ambas as divisões apoiaram os alemães enquanto tentavam aliviar o Bolsão de Stalingrado na Operação Tempestade de Inverno, mas foram destruídas quando os soviéticos contra-atacaram o esforço de alívio malsucedido no final de dezembro de 1942. Duas outras divisões de cavalaria permaneceram na cabeça de ponte de Kuban após a retirada alemã do Cáucaso, mas seus dois R-1 restantes em serviço foram retirados de volta para a Romênia durante a primavera de 1943 como obsoletos. Em 30 de agosto de 1943, apenas treze R-1 estavam disponíveis, todos designados para o Centro de Treinamento de Cavalaria, embora isso tenha aumentado em um nos inventários datados de 25 de março e 19 de julho de 1944. Nada se sabe sobre qualquer ação envolvendo R-1 durante 1944, mas onze reforçaram o 2º Regimento Blindado na Tchecoslováquia quando chegou à frente em 26 de março de 1945. Em 24 de abril, o regimento tinha apenas um R-1 disponível, mas nenhum foi relatado como disponível após essa data.

### Suécia
Os Strv m/37 serviram inicialmente com o 1º Batalhão Blindado até que as brigadas blindadas começaram a ser formadas em 1943-44. Depois disso, serviram com os regimentos de infantaria I 2, I 9, I 10 e P 1G Armored Company em Gotlândia. Os tanquetes permaneceram em serviço na Gotlândia até 1953.

### Etiópia
Todos os vinte chegaram a Djibouti em 9 de maio de 1950, após o que foram levados de trem para Adis Abeba. Eles foram usados até a década de 1980, quando participaram da luta contra a Somália.